# DNS (компанія)
DNS (ТОВ «ДНС Рітейл»,англ. CSN Retail LLC) — російська компанія, власник роздрібної мережі, що спеціалізується на продажу комп'ютерної, цифрової та побутової техніки, а також виробник комп'ютерів, у тому числі ноутбуків, планшетів та смартфонів (складальне виробництво). Штаб-квартира компанії знаходиться у Владивостоці .

## Історія
Засновники компанії в 1990-х роках займалися комп'ютерним бізнесом: збиранням та продажем ПК, системною інтеграцією . В 1998 після дефолту вони вирішили переорієнтуватися з обслуговування корпоративних клієнтів на роздрібну торгівлю . Було засновано компанію DNS (Digital Network System) і відкрито перший магазин у Владивостоці, в одному з приміщень якого велося складання комп'ютерів .
З 2005 по 2009 компанія стрімко розвивається та відкриває магазини у 14 містах Росії: Находці, Хабаровську, Комсомольску-на-Амурі, Благовіщенську, Томську, Абакані, Читі, Новосибірську, Красноярську, Єкатеринбурзі, Челябінську, Ростові-на-Дону та Южно-Сахалінську.
У 2010 році мережа філій компанії складалася з більш ніж 100 магазинів у 28 містах Росії, в яких було зайнято більше 1,5 тис. співробітників. На липень 2013 відкрито більше 700 магазинів у 240 містах Росії .
У 2012 році в місті Артемі Приморського краю почав працювати побудований DNS завод, розрахований на складання 1,5 млн комп'ютерів і ноутбуків на рік. За підсумками того ж 2012 року виторг компанії склав 86,4 млрд руб., що дозволило їй зайняти 60-е місце в рейтингу 200 найбільших приватних компаній Росії 2013 журналу Forbes.
У квітні 2014 року компанія придбала мережу «Комп'ютерний світ» (21 магазин у Санкт-Петербурзі та ще 11 в інших містах Північного Заходу) . У квітні 2015 року відбулося об'єднання всіх форматів магазинів (Фрау-техніка, TechnoPoint, Smart) під одним єдиним брендом DNS.
У березні 2019 року DNS викупила петербурзьку торгову мережу «Кей» .
У травні 2021 DNS вийшла на ринок Казахстану, здійснивши перший вихід за межі Росії .

## Діяльність
У першому півріччі 2011 року компанія зібрала 193 тис. комп'ютерів, вийшовши перше місце серед російських збирачів ПК .
Компанія також випускає ноутбуки, комп'ютери, монітори, смартфони, джерела живлення та комп'ютерні аксесуари під власними марками DNS, DEXP, ZET.
30 % виручки компанії забезпечують комп'ютерні аксесуари, 18 % ноутбуки, 16 % — смартфони, 13 % — планшети, 11 % — телевізори, по 3 % — настільні комп'ютери та дзеркальні камери, по 2 % — мобільні телефони, компактні камери та монітори.
За розміром виручки DNS є однією з провідних бізнес-організацій Росії та займає 46-е місце у списку найбільших приватних компаній РФ за версією журналу Forbes у 2017 році. За розміром ринкової частки рітейлер знаходиться на третьому місці (13,7 %).

## Власники та керівництво
Заснували компанію 10 жителів Владивостока, які давно знали один одного і мали раніше досвід роботи в комп'ютерному бізнесі. Серед засновників — Дмитро Алексєєв (генеральний директор), Костянтин Богданенко (директор з розвитку бізнесу), Юрій Карпцов (фінансовий директор), Сергій Мещанюк (комерційний директор), Юрій Чернявський, Андрій Усов, Олександр Федоров, Олексій Попов.